# Norbert Rodenkirchen
Norbert Rodenkirchen (* 1962 in Köln) ist ein deutscher Flötist und Komponist, der sich sowohl in der Musik des Mittelalters als auch in der Neuen Improvisationsmusik betätigt.

## Leben und Wirken
Rodenkirchen studierte Flöte und barocke Traversflöte bei Hans-Martin Müller und Günther Hoeller an der Musikhochschule Köln. Seit 1996 ist er Mitglied des Ensembles Sequentia, außerdem im französischen Ensemble Dialogos unter der Leitung von Katarina Livljanic, mit denen er auf zahlreichen internationalen Festivals auftrat. Er verfasste ferner Kompositionen für Theater und Film; so schrieb er die Filmmusik für Auf der Couch (2001, Regie: Arne Feldhusen). Außerdem betätigte er sich als Produzent von Musikprojekten in Kooperation mit dem WDR. Von 2003 bis 2011 war Rodenkirchen künstlerischer Leiter der Konzertreihe „Schnütgen Konzerte – Musik des Mittelalters“ im Wallraf-Richartz Museum Köln, wo er das Projektensemble Candens Lilium gründete, das sich mit mittelalterlicher Musik des Rheinlands beschäftigte. Er hielt Workshops über mittelalterliche Instrumentalimprovisation am Mozarteum Salzburg, auf Festivals in Vancouver und Ambronay sowie an der Musikhochschule Köln und den Musikkonservatorien in Lyon und Lüttich.
2012 legte er das Album Hameln Anno 1284 / Medieval flute music on the trail of the Pied Piper (Christophorus) vor. Rodenkirchen arbeitete seit den 2000er-Jahren in der Kölner Improvisationsszene mit Albrecht Maurer (Album Hidden Fresco, 2005), Scott Fields und dem Multiple Joyce Orchestra (Moersbow/OZZO, 2009). Mit Albrecht Maurer nahm Rodenkirchen 2013 das Duoalbum Loplop's Call auf. Rodenkirchen schrieb mit Harald Kimmig zum Gedenken an Christina von Stommeln die Aura Christinae, die seit 2004 wiederholt in Stommeln zur Aufführung kam (u. a. mit Maria Jonas, Géraldine Keller und Albrecht Maurer). Mit Robbie Lee und James Ilgenfritz legte er 2018 das Album Opalescence vor.